# Dolný Lieskov
Dolný Lieskov este o comună slovacă, aflată în districtul Považská Bystrica din regiunea Trenčín. Localitatea se află la altitudinea de 310 m deasupra n.m., se întinde pe o suprafață de 16,47 km2 și în 2017 număra 809 locuitori.

## Istoric
Localitatea Dolný Lieskov este atestată documentar din 1327.

## Demografie
| An:                | 1994 | 2004   | 2014   | 2024   |
| ------------------ | ---- | ------ | ------ | ------ |
| Număr de persoane: | 726  | 773    | 819    | 793    |
| Diferență:         |      | +6,47% | +5,95% | −3,17% |

| An:                | 2023 | 2024   |
| ------------------ | ---- | ------ |
| Număr de persoane: | 809  | 793    |
| Diferență:         |      | −1,97% |